# Idioma tabasaro
El Tabasaro es una lengua del Cáucaso nororiental de las lenguas lezguias. Lo habla el pueblo tabasarano en la parte sur de Daguestán de la Federación de Rusia. Hay dos dialectos principales: del Norte (Janag) y del Sur. Tiene un lenguaje literario basado en el dialecto sureño, uno de los idiomas oficiales de Daguestán.
El tabasaro es una lengua ergativa. El sistema de verbos es relativamente simple; los verbos concuerdan con el sujeto en número, persona y clase (en Tabasaro del Norte). Tabasaro tiene dos clases de sustantivos (es decir, género gramatical ), mientras que el Del sur carece de clases de sustantivos / género.

## Distribución
Se habla en la cuenca del Alto río Rubas (en lesguiano: Рубас) y el Alto río Chiraj (o Chirajchay, en lesguiano: Чирагъ вацӏ).

## Fonología
|                    |                   | Labiales | Dentales | Dentales | Postalveolares | Postalveolares | Velares | Uvulares | Epiglotales | Glotales |
| plana              | sibilante         | Labiales | plana    | labial   |                |                | Velares | Uvulares | Epiglotales | Glotales |
| ------------------ | ----------------- | -------- | -------- | -------- | -------------- | -------------- | ------- | -------- | ----------- | -------- |
| Nasales            | Nasales           | m        | n        |          |                |                |         |          |             |          |
| oclusiva/ Africada | sonora            | b        | d        | d͡z       | d͡ʒ             | d͡ʒʷ            | ɡ       | ɢ        |             |          |
| oclusiva/ Africada | sordas            | p        | t        | t͡s       | t͡ʃ             | t͡ʃʷ            | k       | q        |             | ʔ        |
| oclusiva/ Africada | fortis            | pː       | tː       | t͡sː      | t͡ʃː            | t͡ʃːʷ           | kː      | qː       |             |          |
| oclusiva/ Africada | eyectivas         | pʼ       | tʼ       | t͡sʼ      | t͡ʃʼ            | t͡ʃʷʼ           | kʼ      | qʼ       |             |          |
| Fricativas         | sordas            | f        |          | s        | ʃ              | ʃʷ             | x       |          | ʜ           |          |
| Fricativas         | fortis            | fː       |          | sː       | ʃː             | ʃːʷ            | xː      |          |             |          |
| Fricativas         | sonoras           | v        |          | z        | ʒ              | ʒʷ             | ɣ       |          | ʢ           | ɦ        |
| Aproximantes       | Aproximantes      |          | l        |          | j              |                |         |          |             |          |
| vibrante múltiple  | vibrante múltiple |          | r        |          |                |                |         |          |             |          |

Las consonantes postalveolares sibilantes pueden ser silbadas

### Vocales
El inventario vocálico del Tabasaro consta de 6 vocales
|                | Anteriores  | Anteriores | Posteriores |
| No redondeadas | Redondeadas |            | Posteriores |
| -------------- | ----------- | ---------- | ----------- |
| Cerrada        | i           | y          | u           |
| Media          | ɛ           |            |             |
| Abierta        | æ           |            | ɑ           |

## Gramática
El Tabasaro fue incluido en el Libro Guinness de los récords mundiales por tener el sistema de casos más grande del mundo, con 48. Hjelmslev (1935) afirmó que el Tabasaro tenía el número "máximo empírico" de casos, con 52 (aunque 2 ocurren solo en adjetivos). Sin embargo, tales afirmaciones se basan en un análisis descuidado de 'caso', y otros idiomas como en Tsez tendrían recuentos aún mayores bajo tales definiciones. Comrie y Polinsky (1998) analizan que el sistema tiene 14 morfemas de casos (contando el absolutivo sin sufijo) en los dialectos del sur (incluido el idioma estándar) y 15 en los dialectos del norte. Estos incluyen 4 casos centrales/argumentarios (absolutivo, ergativo, genitivo -n y dativo -z). El absolutivo es la forma de citación. El ergativo, que puede ser irregular pero normalmente termina en -i, funciona como raíz para todos los demás casos. También hay 7 u 8 sufijos de casos locativos: -ʔ 'en', -xy 'en', -h 'cerca / en frente' (neutralizado con 'en' en el sur), -ʔin 'en' (horizontal), -k 'sobre' (vertical), -kk 'debajo', -q 'detrás' y -ghy 'entre'. Los casos locativos pueden llevar un sufijo adicional, alativo -na o ablativo -an, para 21 o 24 combinaciones. Todos estos, así como el dativo, pueden tomar un sufijo adicional -di para marcar la ubicación como menos específica, para 47 (sur) a 53 (norte) combinaciones de sufijos de casos.